# Compitalia
Compitalia (dal latino Ludi Compitalicii o Ludi Compitali) era una festività tradizionale della religione romana, celebrata una volta all'anno in onore dei Lares Compitales (i Lari degli incroci), divinità protettrici della famiglia e degli incroci stradali, ai quali venivano elevati dei tempietti laddove si andavano a incrociare delle strade. 

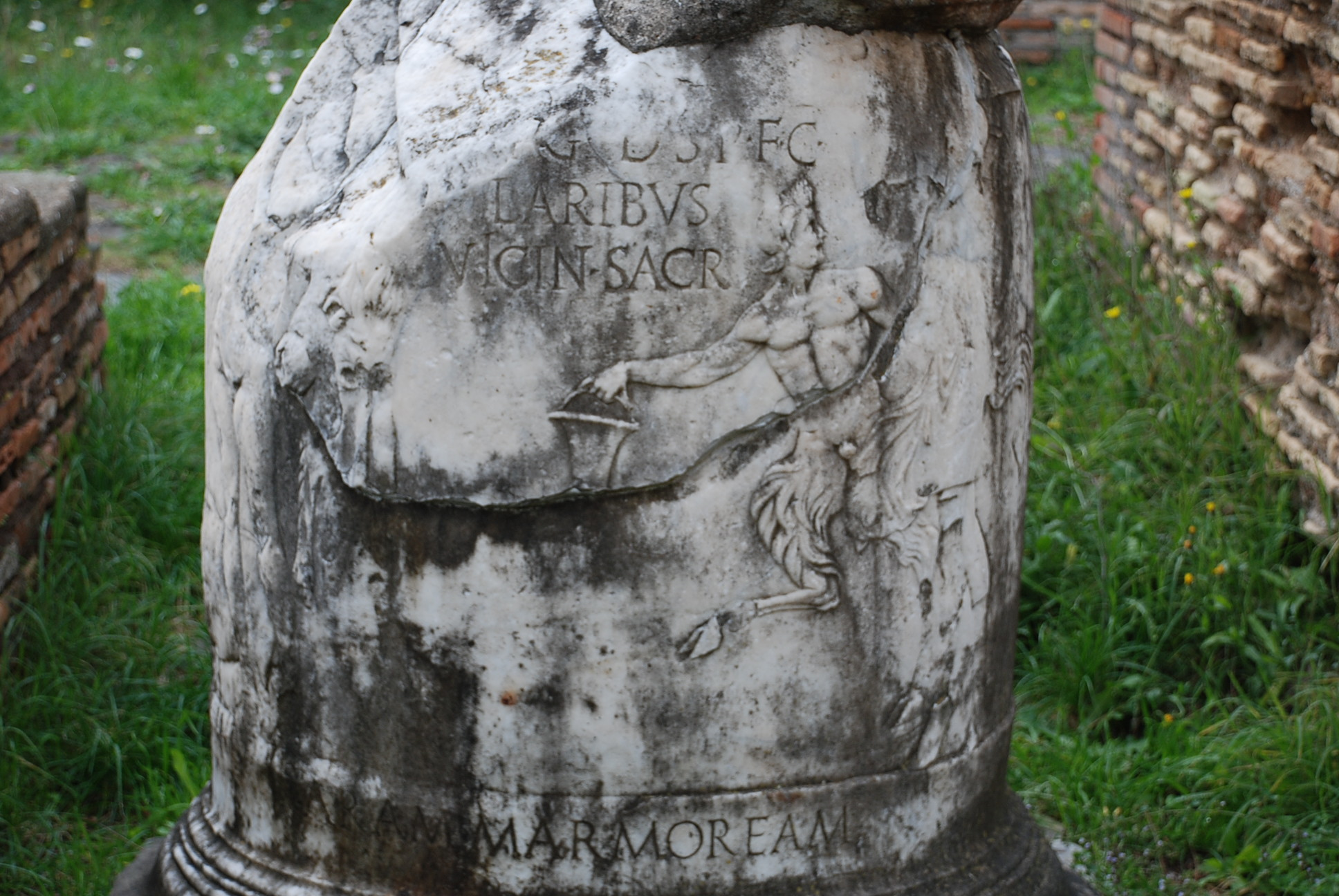
Il compitum della piazzetta dei Lari ad Ostia.

## Origini
La parola deriva dal latino compitum ovvero "bivio" o "crocicchio", ed era utilizzata per indicare il tempietto posto agli incroci. Questa festività è di derivazione precedente a quella della civiltà romana. Alcuni scritti la riportano come istituita da Tarquinio Prisco a seguito di un miracolo che avvenne il giorno della nascita di Servio Tullio, che lo fece passare per il figlio di un Lare Familiaris, o di una divinità alla guardia della famiglia.
Dionigi di Alicarnasso attribuisce l'origine della festività a Servio Tullio e descrive come essa veniva celebrata al suo tempo. Riferisce che i sacrifici consistevano in dolci di miele che venivano offerti in ogni casa e che le persone che partecipavano allo svolgimento del rito non erano uomini liberi ma schiavi, perché i Lari avevano piacere nell'essere serviti da loro. Viene spiegato che il Compitalia veniva celebrato alcuni giorni dopo i Saturnali con grande splendore e che gli schiavi in questa occasione erano liberi da qualunque impegno verso i loro padroni. 

## Le celebrazioni
Durante la celebrazione della festività ogni famiglia appendeva al portone della propria casa, una statuetta della dea Mania. Si appendevano inoltre sui portoni altre figure fabbricate con la lana rappresentanti uomini e donne, accompagnate da richieste e protezioni ai Lari. 
Per quanto riguarda gli schiavi, anziché figure di uomini, appendevano sfere o i panni morbidi di lana.
Da Ambrogio Teodosio Macrobio apprendiamo invece che le celebrazioni delle Compitalia secondo una sua ricostruzione sarebbero state ristabilite da Tarquinio il Superbo, in seguito al responso di un oracolo che gli chiese in cambio della pace e della prosperità una testa per salvare una testa, così ordinò che si sarebbero dovuti sacrificare dei bambini a Mania, madre dei Lari.
Ma Lucio Giunio Bruto, dopo l'espulsione dei Tarquini, sostituì le teste di bambino con quelle di aglio e dei papaveri, così soddisfacendo l'oracolo che avevano richiesto soltanto delle teste, in latino "capita", non specificando di che tipo.
Le figure che presiedevano la festività erano i Magistri vici, che in quell'occasione indossavano la toga praetexta. 
Durante il periodo repubblicano alla festività furono aggiunti dei giochi pubblici, che tuttavia furono soppressi per ordine del senato nel 68 a.C.; per questo furono fra le spese recriminate da Marco Tullio Cicerone a Lucius Piso, che li aveva concessi durante il proprio Consolato, nel 58 a.C. Tuttavia fu specificato da Cicerone che i precetti che imponevano la festività dovevano essere osservati nonostante l'abolizione dei giochi.
Durante le guerre civili la festività cadde in disuso e venne ristabilita dall'imperatore Augusto. Poiché Augusto ora era il pater patriae, ai due Lares Compitales si aggiunse il Genius Augusti, divinità protettrice del popolo: Quinto Orazio Flacco ci dice che Augusto lo affiancò ai Lari dove due o più strade si incrociavano (et Laribus tuum miscet numen, Carm. 5.4.39), inoltre fece istituire i Magistri Vicorum in sostituzione del collegio sacerdotale che precedentemente ne attendeva il culto, nel numero di quattro per ognuno dei 256 vici in cui era stata suddivisa l'Urbe. 
La festa delle Compitalia faceva parte delle feriae conceptivae (feste mobili), cioè delle festività ufficiali che venivano indicate annualmente dai magistrati o dai sacerdoti. Il giorno esatto di questa festività veniva dunque celebrato in date differenti, benché avesse sempre luogo durante l'inverno, almeno nel periodo di Varrone, come osservato da Isaac Casaubon.
Dionigi di Alicarnasso riferisce che veniva celebrato pochi giorni dopo i Saturnali e Cicerone ci dice che cadeva sulle calende di gennaio, ma in una delle sue lettere a Tito Pomponio Attico parla di questa festività che andava a collocarsi quattro giorni prima delle Nonae di gennaio (il che lo farebbe collocare al 2 gennaio). 
Le parole esatte, con cui la festività veniva annunciata ci sono state riportate grazie a Macrobio e a Aulo Gellio (“Die noni populo romano quiritibus compitalia erunt").